# 你畫我猜
《你画我猜》是Omgpop開發的流動軟件遊戲。在遊戲中，兩名玩家需要輪流繪畫方案內容及猜測方的身份，而繪畫方的目的就是讓猜測方猜對圖畫所表達的詞語。

## 遊戲系統
在《你畫我猜》中，兩名玩家輪流交替繪畫方和猜測方的身份。遊戲開始時，繪畫方會得到隨機的英文詞語，並且需要將之繪畫出來。而猜測方則需要猜測圖畫所表達的詞。每當猜測方成功猜測一個詞時，繪畫方就能獲得1至3枚金幣。
當繪畫方完成繪畫後，猜測方能夠選擇回放繪畫方的繪畫，但其間不能暫停。猜測方亦能看見數個空格，而空格的數量代表詞語的字數。猜測方亦會得到一堆字母方格，猜測方需要從中選出詞語中有的字母。猜測方能夠不停地猜測，並且沒有時間限制。
玩家得到的金幣能夠用來購買更多種顏色，讓猜測方更易明白繪畫方的繪畫。金幣亦於能用來購買「炸彈」。這些金幣能夠用錢來購買。
每個玩家均能獲得一定數量的「炸彈」。作為猜測方，那些炸彈能夠為猜測方消除一個字母方格或顯示詞語中的一個字。作為繪畫方，那些炸彈能夠讓玩家重新選擇一個詞語。若玩家用光了炸彈而又無法猜出那個字，那麼玩家就只能棄權。若玩家棄權的話，那麼兩人的連勝紀錄就會重設。透過棄權，玩家能獲得新詞語。

## 發展
《你畫我猜》善用了Facebook用戶的高速增長來擴張遊戲市場。當玩家透過Facebook用戶進行遊戲時，玩家就能和其友人進行遊戲。玩家只需按下友人的Facebook用戶名稱，就能和其友人進行遊戲。若玩家想邀請沒有玩此遊戲的友人參加，他們亦能在遊戲中這樣做。
一個近期的更新允許玩家保存和分享他們的畫作。

## 反響
此遊戲獲得一致好評。GameZebo給予此遊戲4/5分，並指出「《你畫我猜》已經超越了社交遊戲，它是一個進入我們思想的窗口」。Touch Arcade給予此遊戲5/5分，並指出「每個人都應該下載這個遊戲」。而Pocket Gamer則給予此遊戲9/10分，並授予此遊戲「金獎」。此遊戲亦獲頒2012年亂舞應用程式聚光燈獎（Flurry App Spotlight Award）。
此遊戲非常受玩家歡迎。在發佈五週後，此遊戲已累積逾2000萬次下載。在發佈50天後，此遊戲累積逾5000萬次下載。隨著遊戲的增長，此遊戲引來了其他遊戲公司的青睞。於2012年3月，Zynga以1.8億美元收購《你畫我猜》和Omgpop。 但是，在Zynga在收購《你畫我猜》1個月後，此遊戲的每日用戶減少了500萬。儘管如此，在發佈1年後，此遊戲的下載次數仍然超越了1億次。
2013年4月25日，《你畫我猜2》於iOS上發佈。

## 棋盤遊戲
於2012年，Zynga與孩之寶合作推出了一款名為《孩之寶遊戲》（Hasbro Gaming）的棋盤遊戲。該遊戲係改編自《你畫我猜》。該遊戲是Zynga推出的數個棋盤遊戲中的其中一個。其他Zynga推出的棋盤遊戲包括填字游戏《Words with Friends》、《城市小鎮》（CityVille）版本《地產大亨》和幾種改編自《FarmVille》的兒童遊戲。

## 外部連結
- 官方网站
- Draw Something at Apple App Store （页面存档备份，存于）
- Draw Something at Google Play （页面存档备份，存于）
- Draw Something at Windows Phone Store （页面存档备份，存于）